# Gallery
Gallery je open source systém pro internetové album fotografií a obrázků. Tento skript, který můžete snadno implementovat do Vašeho webu je vytvořen v PHP a vyžaduje jednu z několik podporovaných databází včetně nejpoužívanější MySQL. Tato galerie je plně přeložena do češtiny i slovenštiny, takže je vhodná pro použití na českých a slovenských webech i na multijazyčných webech.
Gallery je světově nejpoužívanější[zdroj?] systém svého druhu. Využívá ho miliony uživatelů po celém světě. V současnosti je nejvíce používána Gallery 2, která nabízí veškeré vymoženosti, které v internetové galerii můžete potřebovat a přitom je lincesována pod GPL, takže je k plnému použití zdarma.
Gallery vyvíjí rozsáhlý tým vývojářů z celého světa. Původním autorem a zakladatelem komunity vytvářející Gallery je Bharat Mediratta.

## Systémové požadavky Gallery 2
PHP - PHP verze 4. 3. 0. nebo vyšší, PHP safe mode musí být vypnuto (off).
Databáze - je vyžadována 1 z těchto možných podporovaných databází: MySQL 3.x, 4.x nebo 5.x, PostgreSQL 7.x nebo 8.x, Oracle 9i nebo 10g, DB2 8.2, MS SQL Server 2005.
Starší verze Gallery 1 žádnou databázi nevyžaduje.
Platforma - server musí běžet na UNIXovém (BSD, Linux,…) systému nebo Win systému.
Webserver - webový server by měl být Apache, Microsoft IIS, Zeus či podobné.
Image Processing Library - pro dokonalejší správu a úpravu obrázků a fotografií by na serveru měly být nainstalovány některé nástroje, které to budou umožňovat - např. ImageMagick, NetPBM, GD či GraphicsMagick (není vyžadováno).